# Рупрехт, Франц Иванович
Франц Ива́нович (Франц Ио́сиф) Ру́прехт (нем. Franz Josef Ruprecht, 1814—1870) — российский ботаник австрийского происхождения.
Основные труды посвящены флоре высших растений различных районов России, систематике злаков, зонтичных, первоцветных, колокольчиковых, водорослям-макрофитам Тихого океана.
Обосновал связь образования чернозёма со степной растительностью, дал классификацию местных флор по их относительной (геологической) древности.

## Путь в науке

### Ранние годы
Старший сын интенданта австрийской армии, Рупрехт родился в Фрайбурге (округ Брайсгау), 4 (16) ноября (по другим данным, 1 ноября) 1814 года. Первые годы его детства прошли среди кочевой, походной жизни, ибо он находился при отце, по обязанностям службы сопровождавшем армию, сражавшуюся тогда против Наполеона. Во время кампании умерла его мать, — и отец его, по заключении мира, решил поселиться навсегда в Праге, где женился во второй раз. В 1830 году после окончания гимназии в Праге Рупрехт поступил на медицинский факультет пражского Карлова университета, который окончил в 1836 году.
Но не медицина составляла специальный предмет занятий Рупрехта: уже на студенческой скамье он с увлечением отдавался ботанике, делал экскурсии в Тирольские Альпы и в Богемию, старательно собирая редкие растения для коллекции отца и сына Райхенбахов Flora Germanica exsiccata и составляя себе гербарий образцов богемской флоры (уступленный им впоследствии Казанскому университету). Занятия эти были успешны — уже в 1837 году Рупрехт написал сочинение о топографии и флоре Богемии.
Занимаясь в течение нескольких лет ботаникой, Рупрехт имел случай познакомиться с пражскими специалистами, например, В. Костелецким, графом К. Штернбергом и другими, и вступить в переписку с такими учёными, как Ф. Бауэр, А. Шамиссо, К. Кунт, И. Линк, Х. Неес фон Эзенбек; отношения эти у него образовались со времени предпринятого им путешествия по Германии со специальною целью осмотреть и, по возможности, изучить важнейшие ботанические коллекции. Результатом этих занятий явился серьёзный труд Рупрехта — Опыт общей агростографии (лат. Tentamen agrostographiae universalis), вышедший в свет в 1838 году. В том же году Рупрехт защитил диссертацию на степень доктора, причём темой для этого ему послужил разбор двух подсемейств злаковых растений (Просовые и Роттбелиевые). 1 августа 1838 года Рупрехт получил желаемую степень. Ещё перед защитой своей диссертации он познакомился со знаменитым русским специалистом по злакам академиком К. Триниусом, приехавшим в Прагу на собрание германских естествоиспытателей и врачей.

### В России
Триниус оценил способности молодого учёного и предложил ему место хранителя гербария (Ботанического музея) Петербургской академии наук. Вследствие этого Рупрехт, только что начавший врачебную практику в Праге, оставил родину и уехал в Санкт-Петербург, куда прибыл весною 1839 года, а осенью был утверждён в своей новой должности Конференцией Академии. В Петербурге открылось для Рупрехта поле самостоятельной и полезной деятельности. Основанный в 1823 году и устроенный Триниусом при Академии наук Ботанический музей обогатился в сравнительно короткое время не только редкими экземплярами русской флоры, но также обширными коллекциями с образчиками растений из всех частей света; весь этот материал был не обработан и не приведён в порядок. Для систематизации его в Академии было только двое специалистов — сам Триниус и Г. П. Бонгард; первый посвятил себя почти исключительно агростографии, учёная деятельность второго была прервана преждевременной смертью. Таким образом, Рупрехт стал, в сущности, единственным распорядителем музея, и нужно было с его стороны много энергии и любви к делу, чтобы, исполняя трудные и многосложные обязанности хранителя такого обширного ботанического собрания, находить ещё время для трудов научного содержания.
В день своего утверждения в звании хранителя Ботанического музея Рупрехт представил Академии наук подробную монографию о бамбуковых растениях, — труд, над которым он долго и упорно работал ещё в Праге. В 1840 году внимание учёного мира обратило на себя другое, более крупное сочинение Рупрехта о водорослях Тихого океана (лат. Illustrationes algarum in itinere circa orbem jussu Imperatoris Nicolai I atque auspiciis navarchi Friderici Lütke annis 1826—1829 celoce Seniavin executo in oceano Pacifico, imprimis Septentrionali ad littora Rossica Asiatico-Americano collectarum, нем. Die Tange des nördlichen Stillen Océans), — труд тем более ценный, что после Historia fucorum С. Г. Гмелина он явился первой попыткой самостоятельной работы в этой области. Материалом для этого исследования Рупрехта (совместно с А. Ф. Постельсом) послужили растения, собранные в 1826—1829 годах кругосветной экспедицией Ф. П. Литке, впоследствии графа, адмирала и Президента Академии наук. Академия удостоила это сочинение в 1841 году полной Демидовской премии. Эти деньги Рупрехт употребил на путешествие с научной целью по северу европейской части России — в Архангельскую губернию, Малоземельскую тундру (в то время называлась «самоедской») и на остров Колгуев, куда был командирован министром народного просвещения и где пробыл с мая по сентябрь 1841 года. Результатом этого путешествия были привезённые им богатые ботанические коллекции и сочинение, посвящённое обработке их — Flores Samojedorum Cisuralensium (1845). Этот и другой, позднейший труд Рупрехта — Флора Северного Урала (1854), написанный на основании материалов, собранных Уральской экспедицией Русского географического общества, дают полную картину растительной жизни и долгое время были единственными сводками по флоре Русского Севера.
В 1847 году Рупрехт женился на русской немке — Каролине Мейнсгаузен из Риги и перешёл из австрийского подданства в русское; год спустя, 5 февраля 1848 года,, он был назначен адъюнктом Санкт-Петербургской академии наук, 5 ноября 1853 года избран и Высочайше утверждён экстраординарным, а 11 января 1857 года — ординарным академиком. Ещё ранее, в 1850 году, он занял место помощника директора Императорского ботанического сада, которое и сохранял до 1855 года. После смерти директора Ботанического музея К. А. Мейера Рупрехт занял место его в 1855 году); описал по гербарным образцам множество новых для того времени растений Русского Дальнего Востока, а также Аляски.
Параллельно с этим он в 1854—1859 годах состоял профессором ботаники Санкт-Петербургского педагогического института, причём, находя имевшиеся учебники неудовлетворительными, написал пособие к своим лекциям на русском языке, — работу, стоившую ему многих трудов.
В 1853 году Рупрехт, занимаясь изучением флоры Петербургской губернии, предпринял ряд поездок по ней
и даже был командирован с этою целью Академией наук в 1853 году в Санкт-Петербургский уезд.
После покорения в 1859 году русскими войсками восточной части Кавказа — Дагестана — Академия наук постановила командировать Рупрехта на Кавказ со специальной целью изучения дагестанской флоры. Два лета провел Рупрехт в Дагестане, изучая образцы местной растительности, а затем уехал в Грузию, где занялся исследованием местной флоры, обращая главное внимание на виды экзотических растений. Результаты этого путешествия были очень ценны: кроме богатых и разнообразных ботанических коллекций, собранных им, он привёз описание некоторых мест Дагестана, до тех пор ещё не исследованных и почти неизвестных в то время. Краткое описание результатов своего изучения местной флоры Рупрехт представил ещё в Тифлисе, прочитав доклад в местном Обществе сельского хозяйства. Краткий отчёт о своей командировке Рупрехт представил Академии тотчас по прибытии в Санкт-Петербург; весной того же года он сделал к нему дополнения и в таком виде опубликовал. Параллельно с этим Рупрехт работал над приведением в порядок и систематизацией собранных им материалов, что заняло более года. Самими же важными и серьёзными плодами его полевых трудов явились два сочинения: Barometrischen Höhenstimmungen (1863) и Flora Caucasi (1867); к последнему было издано в 1869 году Прибавление.
Работая над своими коллекциями, Рупрехт в то же время значительную часть своей энергии отдавал исследованиям по ботанике же, но в несколько другой области её. Так, в 1869 году он взял на себя систематизацию образцов азиатской флоры, собранных секретарём Русского географического общества бароном Ф. Р. Остен-Сакеном во время его поездки в Тянь-Шань. В 1863 году Рупрехт ездил в Харьков и Казань с целью осмотра ботанических собраний местных университетов. В 1866 году Рупрехт (одновременно с немецким ботаником А. Гризебахом) впервые применил термин «геоботаника». Словом, Рупрехт, благодаря упорному труду и редкой преданности науке, сумел соединить свои прямые обязанности с серьёзной работой учёного.
Рупрехт занимался исследованием чернозёма и результаты своих работ опубликовал. В 1866 году в работе Рупрехта была доказана невозможность образования чернозёма как водного остатка, была восстановлена исконная народная гипотеза его происхождения, излагавшаяся ещё в середине XVIII столетия Ломоносовым и позже учёными — академиками Петербургской Академии наук <…>; это было общее мнение местных сельских хозяев, всегда допускавших, что чернозём есть продукт гниения наземной растительности. Однако Рупрехт всё ещё не мог объяснить резкую северную и южную границы чернозёма, отсутствие его вне тесной и определённой области. Он должен был признать для этого существование особых геологических условий: чернозём, по его мнению, представляет поверхностное образование древней суши, о которую разбивались волны северного моря, нёсшие ледяные горы — падуны в делювиальное время. Резкая северная граница его есть граница этого древнего континента и создана обычной деятельностью геологических агентов. Чернозём не мог образоваться на юге России, где не наблюдается для него резкой границы и где он постепенно переходит в другие почвы, покрывающие новейшие геологические отложения. Почвы юга России, по мнению Рупрехта, ещё не успели накопить гумус и образовать чернозём благодаря своей молодости; для накопления гумуса необходимы долгие века неизменных климатических условий, благоприятных развитию растительности.
Точный и аккуратный, одарённый сильным аналитическим умом и обладавший выдающейся эрудицией, Рупрехт оставил заметный след в своей любимой специальности.
За свои научные заслуги Рупрехт был избран членом разных учёных обществ: с 1841 года он состоял членом-корреспондентом Королевского Баварского общества в Регенсбурге; с 1849 года — Общества естествоиспытателей «Лотос» в Праге; с 1856 года — Учёного общества в Уппсале; с 1857 года — Императорского Русского географического общества и Комитета по акклиматизации животных и растений при Императорском московском обществе сельского хозяйства; с 1859 года — Вольного экономического Общества и Русского общества садоводства в Санкт-Петербурге; с 1861 года — почётным членом совета Горы-Горецкого земледельческого института; с 1863 года — Эстляндского общества садоводства в Ревеле; с 1868 года — членом Московского общества испытателей природы; с 1869 года — почётным членом Общества естествоиспытателей в Санкт-Петербурге; с 1870 года — Общества естествоиспытателей при Харьковском университете.
Умер Рупрехт 23 июля 1870 года в Петербурге, в чине действительного статского советника. Погребён на Волковом лютеранском кладбище. По словам известного дендролога Н. В. Дылиса, в лице Рупрехта отечественная ботаническая наука потеряла не только прекрасного знатока флоры России, но и прежде всего крупнейшего учёного-мыслителя, смело ставившего и решавшего первостепенные вопросы русской науки.
Профессор Петербургского университета и действительный член Академии наук А. В. Никитенко (1804—1877) оставил в своём Дневнике такую запись:
25 августа 1870 года, суббота 
На похоронах академика Рупрехта, умершего третьего дня. Он оставил по себе память честного деятеля науки и глубокую нищету с большим семейством.

## В честь и память Рупрехта
Род растений Рупрехтия (Ruprechtia C.A.Mey.) назван в его честь.

## Печатные труды
- Über Stellaria latifolia De C. Prodr // Flora. — 1834. — год XVII, ч. II. — С. 707—710.
- Tentamen Agrostographiae universalis, exhibens characteres ordinum generumque dispositionem naturalem cum distributione geographica, adjectis tabulis analyticis. — Pragae, 1838.
- Tentamen agrostographiae universalis etc. Ordo I. II. — Pragae, 1838.
- Bambuseae. — 1839.
- Bambuseas monographice disposuit D-r F. I. Ruprecht // Mém. de L’Acad. Imp. des Sc. de St.-Pétersbourg, VI série, Sc. math. phys. et natur.. — 1840. — Т. V. — С. 91—164. — отдельным изданием, СПб., 1839
- Illustrationes Algarum in itinere circa orbem etc. Auctoribus prof. А. Postels et Doct. F. Ruprecht. — Petropoli, 1840.
- Lichenes в книге Bongard und Meyer: Verzeichniss der… Pflanzen… etc., St.-Petersburg // Mém. de l’Acad. de Sc., Sc. natur. — 1841. — Т. IV, I. — С. 78.
- Über einige neue brasilianische Bambusrohre // Bulletin scientif. de l’Académie Imp. des Sc. de St.-Pétersb. — 1841. — Вып. VIII. — С. 332—336.
- Bericht über die Bereicherungen der botanischen Sammlungen etc // Bull. scientif. — 1841. — Вып. VIII. — С. 350—352.
- Gramina Agrostidea etc., exposuerunt C. B. Trinius et F. J. Ruprecht // Mém. de l’Acad. Imp. des Sc., VI série. — 1842. — Т. VII, 2. — С. 1—189. — отдельное издание под титулом Species graminum stipaceorum, Petrop., 1842
- Gramineae // Bulletin de l’Acad. royale des sс. et. belles lettres de Bruxelles. — 1842. — Вып. IX, 2. — С. 227—248.
- Neue Beobachtungen über Oscillaria // Bull. de la Classe physico-mathématique de l’Acad. Imp. des sc. de St-Pétersb. — 1845. — Вып. III.
- Flores Samojedorum cisuralensium offert F. I. Ruprecht // Beiträge zur Pflanzenkunde des Russischen Reìchs. — 1845. — Вып. II.
- Distributio Cryptogramarum Vascularium in Imperio Rossico // Beiträge zur Pflanzenkunde des Russischen Reìchs. — 1845. — Вып. III.
- In historiam stirpium Florae Petropolitanae diatribae // Beiträge zur Pflanzenkunde des Russischen Reìchs. — 1845. — Вып. IV.
- Symbolae ad historiam et geographiam plantarum rossicarum. — Petropoli, 1846.
- Über den Standpunkt der Cryptogamie in Russland // Bull. de la cl. phys.-math. — 1848. — Вып. VI. — С. 305—311.
- Carl Bernhard Trinius etc. — Berlin, 1848.
- Bemerkungen über den Bau und das Wachsthum einiger grösseren Algenstämme und über die Mittel das Alter derselben zu bestimmen // Mém. de l’Acad. Imp. des sc., VI sér. — 1849. — Вып. VIII, 2. — С. 59—70. — отдельное издание — 1848
- Die Vegetation des Rothen Meeres etc // Mém. de l’Acad. Imp. d. sc., VI sér. — 1849. — Вып. VIII, 2. — С. 71—84. — отдельное издание — 1849
- Chupp-Tatt etc // Bull. de la cl. phys.-math. — 1850. — Вып. VIII. — С. 121—126. — отдельное издание — 1849
- Vorläufige Anzeige über die Entdeckung von Gefässen etc // Bull. de la cl. phys.-math. — 1850. — Вып. VIII. — С. 233—234. — отдельное издание — 1850
- Algae Ochotenses. — 1850.
- Über die Verbreitung der Pflanzen in nördlischen Ural // Bull. cl. phys.-math. — 1850. — Вып. VIII. — С. 273—297.
- Hatte die diesjährige Sonnenfinsterniss in St. Petersburg einen Einfluss etc // Bull. cl. phys.-math. — 1851. — Вып. IX.
- Neue Pflanzen (Fuci) aus dem nördlichen Stillen Ocean. — 1852.
- Флора Северного Урала. О распространении растений на Северном Урале = Flora Borealo-Uralensis. Über die Verbreitung der Pflanzen im nördlichen Ural. — СПб., 1854.
- Bericht über eine Reise in Gouvernement St.-Pétersburg // Bull. de la cl. phys.-math. — 1854. — Вып. XII.
- Über das System der Rhodophyceae etc // Mém. de l’Acad. Imp. d. sc., VI sér. — 1855. — Вып. IX, 2. — С. 25—54.
- Neue oder unvollständig bekannte Pflanzen etc // Mém. de l’Acad. Imp. des sc., VI sér. — 1855. — Вып. X, 2.
- Analyse des Werkes der H. H. Wiedemann und Weber etc // Bull. de la cl. phys.-math. — 1855. — Вып. XIII. — С. 113—128.
- Разбор сочинения д-ра Мерклина // XXIV присуждение Демидовских наград. — СПб., 1855.
- D-r Carl Anton Meyer // Bot. Zeitung. — 1855. — С. 374—375.
- Tange des Ochotskischen Meeres etc // Reise in den äussersten Norden u. Osten Sibiriens etc., I. — СПб., 1856.
- Flora boreali-uralensis etc // Der nordliche Ural und das Küstengebirge Pae-choì etc., ч. II. — 1856.
- Einige Worte über die Gattung Calyptrostigma // Bull. cl. phys.-math. — 1856. — Вып. XIV. — С. 93—94.
- Rapport de M. Ruprecht sur un travail de Mr. E. Borszcsow etc // Bull. de la cl. phys.-math. — 1856. — Вып. XIV.
- Animadversiones in plantas etc // Bull. de la cl. phys.-math. — 1856. — Вып. XIV. — С. 229—238.
- Разбор сочинения г. Турчанинова // XXVI присуждение Демидовских наград. — 1857. — С. 37—48.
- Разбор сочинения г. Ценковского // XXVI присуждение Демидовских наград. — 1857. — С. 153—159.
- Die ersten botanischen Nachrichten über das Amurland etc // Bull. de la cl. phys.-math. — 1857. — Вып. XV. — С. 120—144, 257—267, 352—383.
- Ein Beitrag zur Frage über die Parthenogenesis bei Pflanzen etc // Bull. de la cl. phys.-math. — 1858. — Вып. XVI. — С. 273—279.
- Bemerkungen über einige Arten der Gattung Botrychium // Bull. de la cl. phys.-math. — 1858. — Вып. XVII, № 3. — С. 47—48.
- Revision der Umbelliferen Kamtschatka // Bull. de la cl. phys.-math. — 1858. — Вып. XVII, № 7. — С. 106—108.
- Die Edeltaunen von Pavlovsk // Bull. de la cl. phys.-math. — 1858. — Вып. XVII, № 17. — С. 261—270.
- Rapport sur un mémoire de Mr. Regel etc // Bull. de la cl. phys.-math. — 1859. — Вып. XVII. — С. 411—415.
- Decas plantarum amurensium etc. — Petropoli, 1859.
- Путешествие на Амур. — 1859.
- Разбор сочинения г. Максимовича // ХХVIIІ присуждение Демидовских наград. — СПб., 1859.
- Revision cer Umbelliferen aus Kamtschatka etc // Beiträge zur Pflanzenkunde des Russ. Reichs. — 1859.
- Parthenogenesis bei Pflanzen // Bonplandia : журнал. — 1859. — Вып. VII. — С. 4—6.
- Flora ingrica. — Petropoli, 1860.
- Über einen verkieselten Baumfarn etc // Bull. de l’Acad. Imp. — 1860. — Вып. I. — С. 147—153.
- Разбор сочинения г. Анненкова, Ботанический словарь // Двадцать девятое присуждение учреждённых П. Н. Демидовым наград, 16 июня 1860 года. — СПб.: Петерб. Акад. наук, 1860.
- Разбор соч. г. Рачинского // Двадцать девятое присуждение учреждённых П. Н. Демидовым наград, 16 июня 1860 года. — СПб.: Петерб. Акад. наук, 1860. — С. 193—200.
- Vorläufige Nachrichten über meine Reise etc // Bull. de l’Acad. Imp. — 1862. — Вып. V. — С. 25—33.
- Barometrische Höhenbestimmungen // Mém. de l’Acad. Іmp. — 1863. — Вып. VII, № 1.
- Bemerkungen über die Caukasischen Primeln // Bull. de l’Acad. Imp. — 1863. — Вып. VI. — С. 217—238.
- Ein Beitrag zur Frage // Bull. de l’Acad. Imp. — 1864. — Вып. VII. — С. 148—158.
- Das botanische Museum // Zur Geschichte der Museen der К. Akademie der Wissenschaften, прилож. к Bull. Acad. — 1864. — Вып. VII.
- Очерк истории Ботанического музея // Зап. Акад. наук. — 1864. — Т. 2, вып. V.
- Über den Ursprung des Tschornosjom // Bull. Ас. — 1864. — Вып. VII. — С. 417—425.
- Über die… Bedeutung des Tschornosjom // Bull. Ас. — 1864. — Вып. VII. — С. 425—438.
- О происхождении чернозёма // Учитель : журнал. — 1864. — № 9, 10, 11, 12.
- Материалы для истории императорской Академии наук по части ботаники // Зап. Акад. наук. — СПб., 1865. — Вып. VII.
- Разбор соч. Борщова // XXXIII присуждение Демидовских наград. — СПб., 1865. — С. 146—158.
- Геоботанические исследования о чернозёме, с картой распространения чернозёма в Европейской России / Прил. к 10-му тому Зап. Акад. наук, № 6. — СПб.: Тип. Акад. наук, 1866.
- Über eine mikroskopische Süsswasser-Alge // Bull. Acad. — 1866. — Вып. IX. — С. 35—43.
- Neuere geobotanische Untersuchungen // Bull. Acad. — 1866. — Вып. IX. — С. 482—569.
- Разбор первого выпуска сочинений Цабеля // XXXVI присуждение Демидовских наград. — СПб., 1866.
- Revisio Campanularum Caucasi // Bull. Acad. — 1867. — Вып. XI. — С. 203—222.
- Новые исследования о чернозёме // Натуралист : журнал. — 1867. — № 13—20.
- Sternbergia Fischeriana // Gartenflora : журнал. — 1868. — С. 100—102.
- Caucasische Zwiebelgewächse // Gartenflora : журнал. — 1868. — С. 130—132.
- Flora Caucasi, ч. 1 // Mém. Acad., VII sér. — 1869. — Вып. XV, № 2.
- Freicher von der Osten-Sacken u. F. I. Ruprecht. Sertum tianschanicum etc. — СПб., 1869.
- О ботанических названиях в «Толковом словаре» Даля // Зап. Имп. Акад. наук. — Вып. XVII, 2. — С. 87—88.